# Haddock (família)
Haddock foren una família de notables músics anglesos del segle xix, tots ells naturals de Leeds.
El primer dels Haddock que assolí notorietat fou Thomas, n. el 1812, excel·lent violoncel·lista; el seu germà George, n. el 1824, es distingí com a concertista de violí i director d'orquestra, i fundà a Leeds un centre d'ensenyança musical, convertit més tard per Edward i George Haddock en el Leeds College of Music, que pot ser considerat com l'establiment docent de més gran importància en el nord d'Anglaterra. Fou autor d'una Practical School for the Violin i d'altres obres tècniques. Edward i George Percy, nascuts el 1859 i 1860, respectivament, també notables instrumentistes i compositors, crearen la re nomenada Orquestra Simfònica de Leeds, dirigint-la durant molts anys amb èxit.